# Quilombo Erê
O Centro de Convivência Quilombo Erê (ATABAQUE), está localizado no bairro da Bananeira, em Jacobina Bahia, é um espaço de resistência cultural e social da cidade, a Associação Quilombo Erê, foi criada em 6 de maio de 2007, onde seu principal objetivo é promover a valorização da cultura afro-brasileira, e a luta por direitos dos cidadãos, da comunidade local, com a missão de valorizar a cultura afrobrasileira e defender os direitos civis da comunidade local, desenvolve iniciativas voltadas à preservação da identidade afrodescendente, contribuindo para o fortalecimento da cidadania, da inclusão social e da memória na região em que atua.
Segundo dados do INCRA (Instituto nacional Agrícola de Reforma Agrária) a Associação Afrobrasileira Quilombo Erê, trata- se uma categoria jurídica, cuja função e assegurar, a propriedade definitiva de terras a comunidades negras rurais, que tenham vínculo com a localidade ondem residem. Deste modo, essa instituição tem objetivo de acolher a comunidade, por meio de lutas para o bem maior da comunidade.
Através da associação ATABAQUE em Jacobina são ofertadas oficinas para a população, da comunidade, dessa maneira, o intuito dessas ações sociais visa fortalecer a geração de renda local, dos moradores, trabalhadores agricultores dessa região, promovendo a autonomia dessas comunidades quilombolas.
É importante destacar que a palavra Quilombo Erê, simboliza um local de resistência, sua etimologia está ligada, a uma organização social negra, o termo tem origem no aportuguesamento de Kilombo, palavra de língua umbundu, compartilhada pelos povos bantus. O termo quilombo se refere ao conceito de “comunidades remanescentes de quilombos” ou comunidades quilombolas, sejam em comunidades rurais, que estão espalhadas pelo território brasileiro.
Segundo dados que foram coletados da monografia de Claúdia Fabiana, graduanda do curso de licenciatura em Geografia pela Uneb, a associação foi construída no bairro da Bananeira, justamente por lá existir outros grupos sociais, que tinham a mesma característica, visto que o coordenador com a ajuda dos moradores, conseguiram construir a associação. O local escolhido foi pensado pelos moradores, visto que o bairro da bananeira é caracterizado por ser um bairro carente, onde havia-se a necessidade de cuidar do aspecto social e cultural da comunidade.
  Segundo a pesquisa de Cláudia Fabiana, a associação surgiu com objetivo de promover aos moradores um espaço sociocultural, onde as pessoas pudessem participar de diferentes atividades e momentos de lazer, a associação se transformou em um espaço de convivência que é compartilhado com o objetivo de fortalecer a cultura afrobrasileira servir de auxílio para a reafirmação da comunidade
   Atualmente o presidente da Associação Afrobrasileira do Quilombo Erê, é Balduino Silva, e Jean César, mais conhecido como “Júnior de Todos”, é o fundador, lembrando que ele continua atuando e liderando essa instituição quilombola, contribuindo para promover a valorização da identidade cultural e as lutas sociais existentes na comunidade.

## História
Sua trajetória teve início no ano de 1980, como uma ramificação da Pastoral Afro, então chamada de “Consciência Negra”, vinculada à Igreja Católica, que, na época da ditadura militar, desempenhou um papel importante na luta por causas relevantes em prol da população.
Como afirma o blog Atabaque Jacobina, criado pelo próprio quilombo, a escolha do nome "Quilombo Erê" foi para mostrar a sua missão, sendo um centro que realiza trabalhos com a população afrodescendente do Brasil, mas que inclui os povos indígenas e outras comunidades. A palavra "quilombo" foi escolhida porque expressa a resistência dos negros no Brasil, e "Erê", por seu significado em uma língua africana: "criança", sendo elas um público importante da associação.
A sigla "ATABAQUE", além de conter as letras iniciais do nome, é também um instrumento musical que faz parte de muitas manifestações culturais afro-brasileiras.
De acordo com a pesquisa de Cláudia Fabiana, o espaço onde atualmente funciona o Quilombo Erê pertencia à Coelba, tendo sido doado inicialmente ao Padre José Hechenberger, Abade do Mosteiro dos Cistercienses de Jequitibá (BA), por meio de um projeto social. Durante certo período, o espaço foi reassumido pela Igreja Católica e, posteriormente, devolvido à Coelba, o que originou um processo de luta por parte da associação, com o objetivo de reconquistar o direito de uso do imóvel.
A disputa gerou a mobilização dos representantes da associação, que buscaram apoio jurídico em Salvador (BA), resultando na conquista desse direito em 2012. Apesar de a posse legal permanecer vinculada à Coelba, a associação utiliza o espaço mediante contrato de comodato anual.
Algumas das contribuições da associação é promover o combate ao desemprego, promovendo por meio da ação social: Oficinas de costura, onde reúne mulheres do bairro local, que são incentivadas a buscarem uma fonte de renda extra, através da costura. Sendo uma ação social, promovida pelos membros da associação. A Capoeira é uma das atividades realizadas na associação, com o objetivo de incentivar o esporte na vida dos mais jovens, fortalecendo dessa maneira a preservação da cultura afro na sociedade.